# 倉田街
倉田街（朝鲜语：／）是朝鮮民主主義人民共和國平壤直轄市的一條現代化街道。位於大同江畔，連接著萬壽臺崗。耗時1年建設，於2012年6月竣工。街道有劇場、高層住宅以及百貨商店、餐廳、幼兒園等各種服務設施。
朝鮮最高領導人金正恩此前曾視察該街。